# Richard Bingham
Richard Bingham, II conte di Lucan (4 dicembre 1764 – Knightsbridge, 30 giugno 1839), è stato un politico irlandese.

## Biografia
Era l'unico figlio maschio di Charles Bingham, I conte di Lucan, e di sua moglie, Margaret Smith. Studiò alla Westminster School e al Christ Church College di Oxford. Nel 1799 successe al padre alla contea.

## Carriera
Rappresentò nella Camera dei comuni St Albans (1790-1800). Dopo l'Atto di Unione, sedette tra i pari rappresentanti nella Camera dei lord (1802-1839).

## Matrimonio
Sposò, il 26 maggio 1794, Lady Elizabeth Belasyse (17 gennaio 1770-24 marzo 1819), figlia di Henry Belasyse, II conte di Fauconberg e Charlotte Lamb. Ebbero sei figli:
- Lady Elizabeth Bingham (1795-9 settembre 1838), sposò George Harcourt, ebbero una figlia;
- Lady Anne Bingham (?-28 ottobre 1850), sposò Alexander Murray, non ebbero figli;
- Lady Louisa Bingham (1º marzo 1798-16 aprile 1882), sposò Francis Wemyss-Charteris, IX conte di Wemyss, ebbero sei figli;
- George Bingham, III conte di Lucan (16 aprile 1800-10 novembre 1888);
- Lord Richard Camden Bingham (2 maggio 1801-23 gennaio 1872), sposò Mary Thomas, non ebbero figli;
- Lady Georgiana Bingham (?-1º luglio 1849), sposò Charles Nevill, ebbero un figlio.

La coppia si separò nel 1804.

## Morte
Morì il 30 giugno 1839 nella sua residenza a Serpentine Terrace, Knightsbridge.